# Out for a Kill
Out for a Kill es una película dirigida por Michael Oblowitz en 2003, y protagonizada por Steven Seagal.

## Argumento
Al excavar en el este de China, el brillante arqueólogo Robert Burns descubre una red de tráfico de drogas orquestada por los Tong, la tríada más poderosa del país. Convencidas de que estaba implicado en este oscuro asunto, las autoridades chinas lo metieron en prisión pero, presionadas por la DEA, lo liberaron para que Burns pudiera ponerlos sobre la pista de los Tong. Utilizado ahora como cebo, Burns tendrá que enfrentarse a una ola de violencia sin precedentes.

## Reparto
- Steven Seagal como Professor Robert Burns
- Michelle Goh como Officer Tommie Ling
- Corey Johnson como DEA Agent Ed Grey
- Tom Wu como Li Bo
- Ozzie Yue como Fang "The Barber" Lee
- Bruce Wang como Tang "The Bird" Zhili
- Chike Chan como Mr. Chang
- Hon Ping Tang como Sai Lo
- Dave Wong como Yin Quinshi
- Chooi Kheng-Beh como Wong Dai
- Elaine Tan como Luo Yi
- Michael J. Reynolds como Dean
- Kata Dobó como Maya Burns
- Vincent Wong como Luo Dazhong
- Ray Charleson como Harry "Crash" Kupper
- Ganbaatar Tsevegjav como Mr. Tan

## Controversias
El especialista Sam Cam Lui recibió £10,000 después de lesionarse durante una escena de pelea con Steven Seagal.
El 15 de enero de 2018, la actriz Rachel Grant acusó públicamente a Seagal de agredirla sexualmente en 2002, durante la preproducción de esta película, afirmando que perdió su trabajo en la película después del incidente.